# Населення Тернополя
Населення Тернополя станом на 1 грудня 2021 року  становить 20,76% населення області. На початку 2021 р. за чисельністю населення серед міст України Тернопіль посідав 28 місце..

## Історична динаміка
Історична динаміка чисельності населення Тернополя:
- 1857 — 17 210 (перепис);
- 1870 — 20 087 (перепис);
- 1880 — 25 819 (перепис);
- 1890 — 27 405 (перепис);
- 1900 — 30 415 (перепис);
- 1910 — 33 871 (перепис);
- 1939 — 37 500 (перепис);
- 1959 — 52 245 (перепис);
- 1970 — 84 663 (перепис);
- 1979 — 143 625 (перепис);
- 1989 — 204 845 (перепис);
- 1998 — 235 100 (оцінка);
- 2001 — 227 755 (перепис);
- 2014 — 217 110 (оцінка).
- 2016 — 218 125 (оцінка).
- 2020 — 223 937 (оцінка).
- 2021 — 224 253 (оцінка).

## Вікова структура
Середній вік населення Тернополя за переписом 2001 року становив 33,7 років. Середній вік чоловіків на 2,1 роки менше ніж у жінок (32,6 і 34,7 відповідно). У віці молодшому за працездатний знаходилося 44 006 осіб (19,3%), у працездатному віці — 154 797 осіб (68,0%), у віці старшому за працездатний — 28 682 осіб (12,6%). За статтю у місті переважали жінки, яких налічувалося 120 708 осіб (53,0%), тоді як чоловіків 107 047 (47,0%).
Станом на 1 січня 2014 року статево-віковий розподіл населення Тернополя був наступним:
| вік         | чоловіки | жінки  | обидві статі |
| ----------- | -------- | ------ | ------------ |
| 0-14        | 17 810   | 16 938 | 34 748       |
| 15-64       | 74 023   | 85 999 | 160 022      |
| 65 і старше | 7 898    | 12 960 | 20 858       |

## Національний склад
Динаміка національного (1931 р. — релігійного) складу населення Тернополя за даними переписів, %
|          | 1931 | 1959 | 1989 | 2001 |
| -------- | ---- | ---- | ---- | ---- |
| українці | 19,4 | 77,2 | 91,2 | 94,1 |
| росіяни  | 0,02 | 16,9 | 7,1  | 3,4  |
| поляки   | 41,0 | 2,9  | 0,6  | 0,3  |
| євреї    | 39,3 | 1,5  | 0,3  | 0,1  |

Згідно з опитуваннями, проведеними Соціологічною групою «Рейтинг» у 2017 році, українці становили 99% населення міста, росіяни — 1%.

## Мовний склад
Рідна мова за переписом населення 2001 року:
- українська — 94,8%,
- російська — 3,37%,
- білоруська — 0,07%,
- польська — 0,04%,
- вірменська — 0,02%,
- молдовська — 0,02%,
- болгарська — 0,01%,
- німецька — 0,01%,
- румунська — 0,01%,
- угорська — 0,01%,

Динаміка рідної мови населення Тернополя за переписами, %
| мова       | 1931 | 1989 | 2001 |
| ---------- | ---- | ---- | ---- |
| українська | 8,1  | 90,9 | 94,8 |
| російська  | 0,02 | 7,7  | 3,4  |
| польська   | 77,7 | 0,05 | 0,04 |
| єврейська  | 14,0 | 0,05 | 0,04 |

Українська мова є основною та єдиною офіційною мовою міста.
Згідно з опитуваннями, проведеними Соціологічною групою «Рейтинг» у 2017 році, українською вдома розмовляли 97 % населення міста, російською — 1 %, українською та російською в рівній мірі — 1 %.
Згідно з опитуванням, проведеним Міжнародним республіканським інститутом у квітні-травні 2023 року, українською вдома розмовляли 98 % населення міста, російською — 1 %.
Згідно з опитуванням, проведеним Міжнародним республіканським інститутом у квітні-травні 2024 року, українською вдома розмовляли 98 % населення міста, російською — 4 % (на відміну від опитування 2023 року було дозволено вибір кількох варіантів).